# Johanna Beisteiner

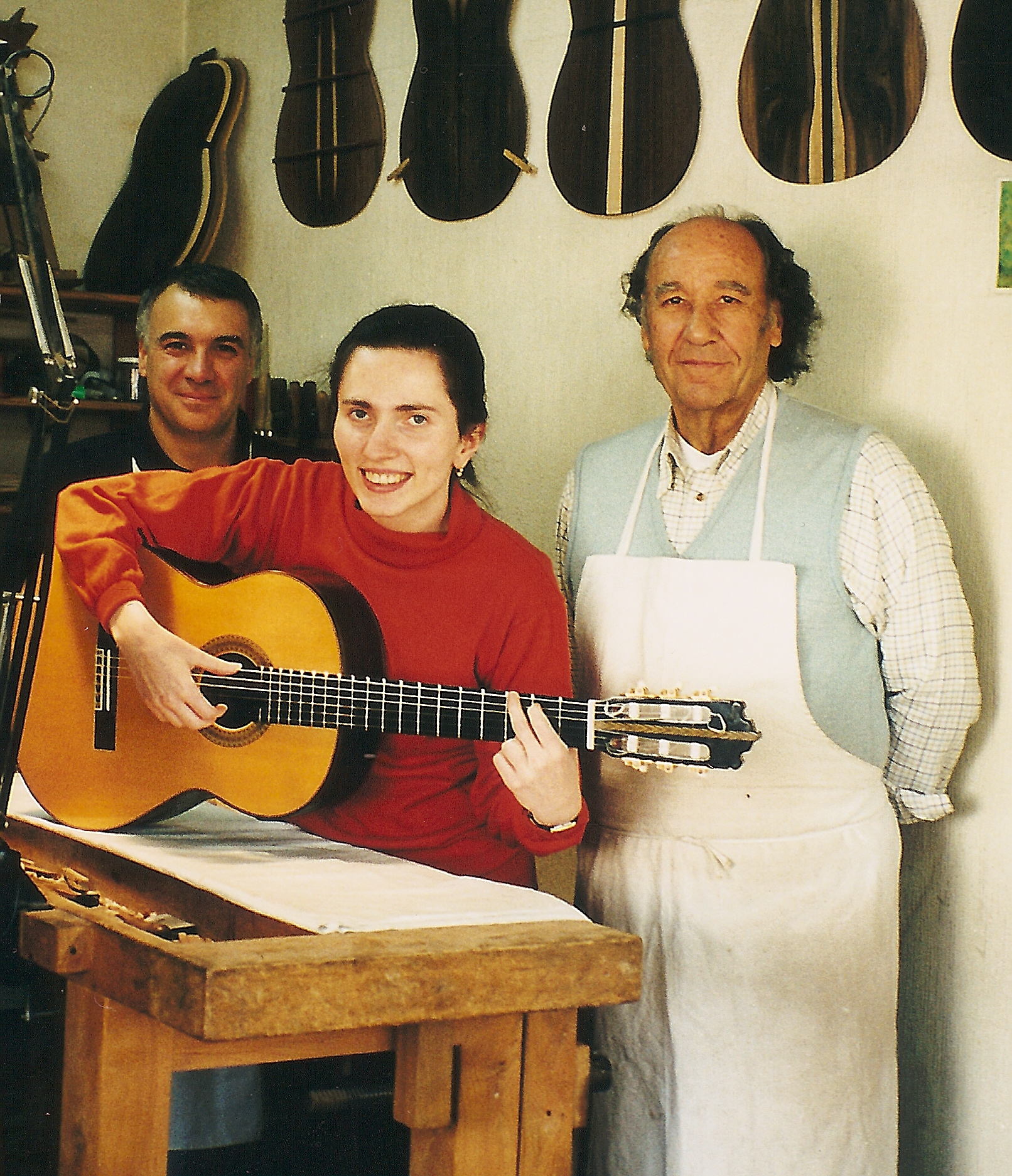
Johanna Beisteiner Paulino Bernabé műhelyében. Madrid, 2000 október

Johanna Beisteiner (Bécsújhely, 1976. február 20. –) osztrák klasszikus gitárművésznő.

## Pályafutása
Johanna első gitárleckéit kilencévesen a bécsújhelyi Josef Matthias Hauer zeneiskolában vette. Tizenhat évesen már a Bécsi Zeneművészeti Egyetemen tanult, ahol diplomát szerzett és doktorált.
Johanna Beisteiner nemzetközileg elismert szólista, játszik klasszikus és kortárs zenét is. Ezenkívül dolgozott Gulya Róbert és Eduard Safranszkij zeneszerzőkkel, a Budapesti Szimfonikus Zenekarral, Drahos Béla fuvolaművész és karmesterrel és Rafael Ramirez argentin tangótáncossal. Amellett, hogy felvételeket készített a Gramy Recordsszal, szerepelt több rádióban és tévében is: RAI 3 (Olaszország), Channel 4 (Oroszország), Bartók Rádió (Magyarország). Hangfelvételei filmekben is szerepeltek.
Johanna Beisteiner egy Paulino Bernabé által készített klasszikus spanyol koncertgitáron játszik.

## Díjai
- 2008: 200 éves Teatro della Concordia kristálytrófea (Monte Castello di Vibio, Olaszország)[3][4]
- 2011: Berlinben a Hohenschönhausen Kastély Egyesületben tiszteletbeli tagságot kapott.[3]
- 2016: Premio Teatro della Concordia[5]

## Ősbemutatók

### Gulya Róbertművei[6]
- 2000: Tündér-Tánc / Fairy Dance gitárra
- 2006: Capriccio gitárra és zongorára
- 2007: Égbolt Prelüd / Night Sky Preludes gitárra
- 2009: Versenymű gitárra és zenekarra. Videó: Johanna Beisteiner, Drahos Béla és a Budapesti Szimfonikus Zenekar (Video, Gramy Records 2010)
- 2009: A Milonguero és a Múzsa (Tango), második verzió fuvolára, gitárra és vonószenekarra Videó: Drahos Béla, Johanna Beisteiner és a Budapesti Szimfonikus Zenekar (Video, Gramy Records, 2010)
- 2010: Keringő gitárra

### Eduárd Safránszkij művei[7]
- 2004: Requiem szólógitárra
- 2007: Caravaggio oggi vagy Gondolatok egy Caravaggio-képről – Lanton játszó fiú. Videó: Gramy Records, 2010)
- 2007: Éjszaka Granadában
- 2009: Alanya régi negyedei
- 2009: A tenger énekei

## Diszkográfia

### CD
- 2001: Dance Fantasy
- 2002: Salon
- 2004: Between present and past
- 2007: Virtuosi italiani della chitarra romantica
- 2012: Austrian Rhapsody
- 2016: Don Quijote

### DVD
- 2010: Live in Budapest

### Filmzene
- 2005: Truce[8]
- 2007: S.O.S Szerelem![9]